# 이시모토 다이치
이시모토 다이치(일본어: 石元太一, 1981년 12월 13일 ~ )은 일본의 전 폭주족 지도자이다. 폭주족 연합체인 관동연합과 블랙엠퍼러를 이끌었다.
2012년 9월, 레스토랑 대표를 집단 구타로 사망을 이르게 하여 현장에서 체포되었다.